# Nelson Palacio
Pour les articles homonymes, voir Palacio.
Nelson Palacio, né le 16 juin 2001 à Apartadó en Colombie, est un footballeur international colombien jouant au poste de milieu central au Real Salt Lake en MLS.

## Biographie

### En club
Né à Apartadó en Colombie, Nelson Palacio est formé par l'Atlético Nacional. Il commence toutefois sa carrière au Valledupar FC, où il est prêté en 2020.
Il fait ensuite son retour à l'Atlético Nacional, jouant son premier match avec l'équipe première le 31 août 2021, lors d'une rencontre de championnat face au Rionegro Águilas. Il entre en jeu et son équipe s'impose par un but à zéro. Palacio inscrit son premier but en professionnel le 11 novembre 2021, à l'occasion d'une rencontre de coupe de Colombie face au Deportivo Pereira. Il entre en jeu et ouvre le score sur un service de Jarlan Barrera, participant à la victoire de son équipe par cinq buts à zéro.
Le 29 juin 2023, Nelson Palacio est transféré au Real Salt Lake, franchise de Major League Soccer, où il signe un contrat de trois ans et demi.

### En sélection
En mars 2023, Nelson Palacio est convoqué pour la première fois avec l'équipe nationale de Colombie. Il honore sa première sélection lors de ce rassemblement, le 24 mars 2023, lors d'un match amical contre la Corée du Sud. Il entre en jeu et les deux équipes se neutralisent (2-2 score final),.